# Вибух котла

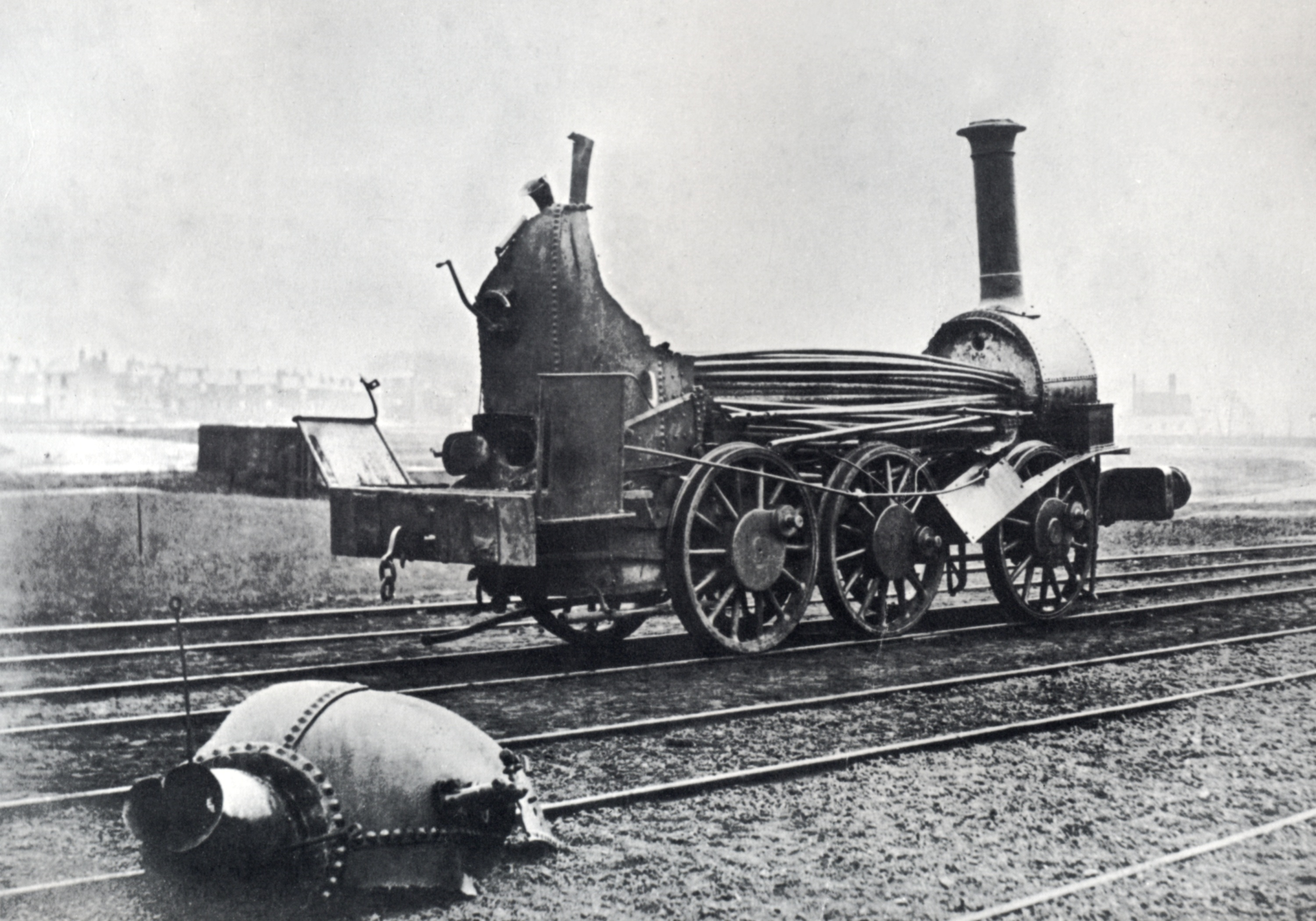
Наслідки вибуху котла паровоза 1850 р

Ви́бух котла́ — різновид фізичного вибуху, катастрофічна несправність парового котла, при якому відбувається його розрив та руйнування. Найчастіше вибухи котлів відбуваються через надмірно високий тиск пари, наприклад в результаті неправильної експлуатації або через відсутність належного періодичного ремонту (вихід з ладу запобіжного клапана, зменшення рівня води в котлі нижче допустимого тощо), або внаслідок дефектів конструкції. В основному вибухи котлів характерні для паровозів.
Офіційно найперший вибух котла на паровозі відбувся у 1813 році, коли інженер Брунтон, демонструючи свій «крокуючий паровоз», вирішив збільшити його швидкість шляхом додаткового підвищення тиску пари в котлі, проте котел несподівано вибухнув, вбивши при цьому 15 осіб.
Один з найпотужніших вибухів котла на території СРСР стався в 50-х роках на Бійській ТЕЦ-2. Тоді загинуло понад 40 осіб (точна цифра досі не відома). Уламки котла, обладнання станції та фрагменти її будівлі були розкидані в радіусі близько кілометра.
Значна частина руйнувань під час аварії на Чорнобильській АЕС була викликана вибухом котла.